# دورین ویلبر
دورین ویلبر (انگلیسی: Doreen Wilber; ۸ ژانویهٔ ۱۹۳۰ – ۱۹ اکتبر ۲۰۰۸) کماندار اهل ایالات متحده آمریکا بود.